# Silene tyrrhenia
Silene tyrrhenia là loài thực vật có hoa thuộc họ Cẩm chướng. Loài này được Jeanm. & Bocquet miêu tả khoa học đầu tiên năm 1983.